# ویلیام کاروالیو
ویلیام سیلوا د کاروالیو (پرتغالی: William Silva de Carvalho؛ زاده ۷ آوریل ۱۹۹۲) بازیکن فوتبال اهل پرتغال است.
وی همچنین در تیم ملی فوتبال پرتغال بازی کرده‌است.
از دیگر افتخارات این بازیکن میتوان به قهرمانی در لیگ برتر جام حذفی و سوپر کاپ فوتبال پرتغال با تیم اسپورتینگ لیسبون و همچنین قهرمانی یورو زیر ۲۱ سال به همراه تیم ملی پرتغال اشاره کرد